# Tony McGee
Tony McGee é um ex-jogador profissional de futebol americano estadunidense.

## Carreira
Tony McGee foi campeão da temporada de 1982 da National Football League jogando pelo Washington Redskins.